# KkStB 74
Die kkStB 74 war eine Güterzug-Schlepptenderlokomotive der kkStB, die ursprünglich von der Böhmischen Nordbahn (BNB) stammte.
Die BNB beschaffte diese vierfach gekuppelten Lokomotiven von 1903 bis 1908.
Die sechs Maschinen wurden von der Wiener Neustädter Lokomotivfabrik geliefert.
Sie hatten Innenrahmen sowie Außensteuerung und für ihre Zeit ein auffallend modernes Erscheinungsbild.
Die BNB reihte sie als Va mit den Nummern 151–156 ein.
Nach der Verstaatlichung 1908 bezeichnete die kkStB die Lokomotiven als 74.01–06.
Nach dem Ersten Weltkrieg kam die Reihe 74 komplett als 414.1 zur ČSD, die sie bis 1965 ausmusterte.